# Elecciones regionales del Valle de Aosta de 2018
Las elecciones regionales del Valle de Aosta de 2018 tuvieron lugar el 20 de mayo de 2018 para elegir a los 35 consejeros de la XV Legislatura del Consejo del Valle de Aosta por un período de cinco años.

## Sistema electoral
El Valle de Aosta es una región con estatuto especial. Su sistema electoral tiene la particularidad de ser uno de los únicos en el país junto con el de la región de Trentino-Alto Adigio en el cual no se elige el presidente regional por sufragio directo, sino que es elegido después de las elecciones por los consejeros regionales.
Los 35 consejeros son elegidos por cinco años mediante un sistema proporcional plurinominal con listas abiertas, voto preferencial y doble umbral electoral. Varios partidos pueden participar juntos en las elecciones, pero solo en forma de una lista común de 18 a 35 candidatos. A diferencia de otras regiones, la votación adopta la forma de una votación proporcional tradicional, sin competencia entre los partidos de la misma lista. Sin embargo, los votantes aún tienen la opción de realizar un solo voto preferencial por un candidato de la lista elegida para ascender en su lugar. En la práctica, un elector vota comprobando las siglas de una lista y añadiendo el apellido y nombre o número de un candidato al que desea dar su voto preferencial, sin que esta adición sea obligatoria.
Después de contar los votos, las listas están sujetas a dos umbrales sucesivos. Inicialmente, sólo se cuentan aquellas que han cruzado el cociente electoral, es decir, el número de votos emitidos dividido por el número de escaños a cubrir. Luego, los escaños se distribuyen entre estas listas sobre una base proporcional. En un segundo paso, se eliminan todos aquellos que hayan obtenido un solo escaño según esta distribución. Luego, todos los escaños se distribuyen proporcionalmente a las listas restantes según el método del resto mayor, y a sus candidatos según los votos preferenciales que hayan reunido.
Una vez asignados los escaños a las listas, se contabilizan las preferencias de cada candidato dentro de la lista y se elabora un ranking con nombres.
Los ciudadanos emiten su voto haciendo una marca en la lista elegida. Junto a esto hay líneas especiales para expresar preferencias (hasta un máximo de 3 nombres).
Las preferencias se pueden expresar: 
- escribiendo el nombre y apellido del candidato;
- escribiendo solo el apellido del candidato (en caso de homonimia en los apellidos, también se debe especificar el nombre);
- escribiendo el número correspondiente al candidato.

Si el votante no marca ninguna lista, sino que decide expresar preferencias todas vinculadas a una sola lista, entonces el voto se atribuirá a la lista misma.
La lista líder puede recibir inmediatamente una prima de gobernabilidad de 21 escaños si llega primera con al menos el 42% de los votos, lo que la llevaría a tener una mayoría absoluta en el Consejo Regional. Los escaños restantes se distribuyen proporcionalmente a las diferentes listas. El consejo así elegido procede a la elección por mayoría absoluta del presidente regional y del presidente del consejo.

## Antecedentes
En las elecciones anteriores de 2013, la coalición de centroderecha "Valle de Aosta", encabezada por la Unión Valdostana (UV), ganó por mayoría absoluta (18 de 35) a la coalición de centroizquierda "Autonomía Libertad Democracia”, que reúne a la Unión Valdostana Progresista (UVP), Autonomía Libertad Participación Ecología (ALPE) y el Partido Democrático (PD), sin embargo, la coalición perdió 14 puntos porcentuales desde 2008.
En julio de 2015, el gobierno regional, que había estado dirigido por Augusto Rollandin de la UV desde 2008 (había sido presidente también en 1984-1990 y senador por el Valle de Aosta en 2001-2006), fue ampliado sumando al PD. En junio de 2016, luego de meses de negociaciones, se unió al gobierno también la UVP.
En marzo de 2017 la UVP dejó el gobierno y, junto a Stella Alpina (SA), ALPE y Por Nuestro Valle (PNV). Se aprueba una moción de censura en el Consejo Regional del Valle de Aosta tras disensiones, repetidos escándalos financieros y la acusación de 25 de los 35 cosejeros. Se formó entonces un nuevo gobierno, sin la Unión Valdostana, y dirigido por Pierluigi Marquis de SA. El octubre siguiente, Laurent Viérin de la UVP le sucede al frente de una coalición que reúne esta vez a la UV, la UVP, el PD y a Edelweiss Popular Autonomista Valdostano (EPAV).
Esta elección se desarrolló en un contexto político en el que el Movimiento 5 Estrellas salió ligeramente vencedor en las últimas elecciones generales de marzo de 2018 (con el 24,10% de los votos) y eligiendo así a Elisa Tripodi, diputada del Valle de Aosta, por mayoría de votos. El PD, aliado a la UV-UVP-EPAV, obtuvo entonces el 21,74%, Por Todos (ALPE-Stella Alpina-Por Nuestro Valle) el 18,25%, la Liga el 17,45% y FI-FdI-Nuevo Valle de Aosta el 8,33%.
El escrutinio comienza el día siguiente a las elecciones a las 8 de la mañana, agrupados en solo 4 municipios (los de Saint-Pierre, Fénis, Verrès y Aosta) donde se recogieron las papeletas. La participación final fue del 65,13% con 67.161 votantes sobre 103.117 votantes registrados (en 2013 participó el 73,03%, ocho puntos más).

## Partidos y candidatos
Participarán en la elección los siguientes partidos:
| Partido | Partido                                                     | Ideología                                |
| ------- | ----------------------------------------------------------- | ---------------------------------------- |
|         | Unión Valdostana (UV) (incl. EPAV)                          | Regionalismo, Centrismo                  |
|         | Unión Valdostana Progresista (UVP)                          | Regionalismo, Progresismo                |
|         | Autonomía Libertad Participación Ecología (ALPE)            | Regionalismo, Socialdemocracia           |
|         | Área Cívica – Stella Alpina – Por Nuestro Valle (AC–SA–PNV) | Regionalismo, Democracia cristiana       |
|         | Partido Democrático (PD)                                    | Socialdemocracia, Izquierda cristiana    |
|         | Movimiento 5 Estrellas (M5S)                                | Populismo, Antisistema                   |
|         | Centroderecha Valle de Aosta (incl. FI, FdI, NVdA)          | Conservadurismo, Conservadurismo liberal |
|         | Liga Valle de Aosta (Lega) (incl. Valle de Aosta Joven)     | Regionalismo, Populismo de derecha       |
|         | Compromiso Cívico (IC)                                      | Regionalismo, Socialismo democrático     |
|         | Mouv'                                                       | Regionalismo, Progresismo                |

## Resultados
|                                                         |                                                 |         |        |         |       |
| Partidos                                                | Partidos                                        | Votos   | %      | Escaños | ±     |
|                                                         | Unión Valdostana                                | 12.265  | 19,25  | 7       | -6    |
|                                                         | Liga Valle de Aosta                             | 10.872  | 17,06  | 7       | +7    |
|                                                         | Área Cívica – Stella Alpina – Por Nuestro Valle | 6.792   | 10,66  | 4       | -1    |
|                                                         | Unión Valdostana Progresista                    | 6.750   | 10,59  | 4       | -3    |
|                                                         | Movimiento 5 Estrellas                          | 6.652   | 10,44  | 4       | +2    |
|                                                         | Autonomía Libertad Participación Ecología       | 5.733   | 9,00   | 3       | -2    |
|                                                         | Compromiso Cívico                               | 4.806   | 7,54   | 3       | Nuevo |
|                                                         | Mouv'                                           | 4.545   | 7,13   | 3       | Nuevo |
|                                                         | Partido Democrático                             | 3.436   | 5,39   | –       | -3    |
|                                                         | Centroderecha Valle de Aosta                    | 1.862   | 2,92   | –       | ±0    |
|                                                         |                                                 |         |        |         |       |
| Votos válidos                                           | Votos válidos                                   | 63.713  | 94,90  |         |       |
| Votos en blanco                                         | Votos en blanco                                 | 813     | 1,21   |         |       |
| Votos nulos                                             | Votos nulos                                     | 2.612   | 3,89   |         |       |
| Total                                                   | Total                                           | 67.161  | 100,00 | 35      | ±0    |
| Votantes registrados/participación                      | Votantes registrados/participación              | 103.117 | 65,13  |         |       |
| Fuente: Región Autónoma del Valle de Aosta – Resultados |                                                 |         |        |         |       |

| \| Voto popular \| Voto popular \| Voto popular \| Voto popular \| Voto popular \| \| ------------ \| ------------ \| ------------ \| ------------ \| ------------ \| \| \| \| \| \| \| \| UV \| UV \| \| 19.25 % \| 19.25 % \| \| Lega \| Lega \| \| 17.06 % \| 17.06 % \| \| AC–SA–PNV \| AC–SA–PNV \| \| 10.66 % \| 10.66 % \| \| UVP \| UVP \| \| 10.59 % \| 10.59 % \| \| M5S \| M5S \| \| 10.44 % \| 10.44 % \| \| ALPE \| ALPE \| \| 9.00 % \| 9.00 % \| \| IC \| IC \| \| 7.54 % \| 7.54 % \| \| Mouv' \| Mouv' \| \| 7.13 % \| 7.13 % \| \| PD \| PD \| \| 5.39 % \| 5.39 % \| \| CDVdA \| CDVdA \| \| 2.92 % \| 2.92 % \| |           |  |         |         |
| Voto popular |           |  |         |         |
| |           |  |         |         |
| UV | UV        |  | 19.25 % | 19.25 % |
| Lega | Lega      |  | 17.06 % | 17.06 % |
| AC–SA–PNV | AC–SA–PNV |  | 10.66 % | 10.66 % |
| UVP | UVP       |  | 10.59 % | 10.59 % |
| M5S | M5S       |  | 10.44 % | 10.44 % |
| ALPE | ALPE      |  | 9.00 %  | 9.00 %  |
| IC | IC        |  | 7.54 %  | 7.54 %  |
| Mouv' | Mouv'     |  | 7.13 %  | 7.13 %  |
| PD | PD        |  | 5.39 %  | 5.39 %  |
| CDVdA | CDVdA     |  | 2.92 %  | 2.92 %  |

### Participación
| Región                                                     | Hora   | Hora   | Hora   |
| Región                                                     | 12:00  | 19:00  | 23:00  |
| ---------------------------------------------------------- | ------ | ------ | ------ |
| Valle de Aosta                                             | 20,93% | 52,03% | 65,13% |
| Fuente: Región Autónoma del Valle de Aosta – Participación |        |        |        |

## Repercusiones
Los resultados están marcados por el descenso de los partidos locales (UV y UVP), la salida del parlamento de los partidos nacionales italianos (perdiendo el PD los tres escaños que ostentaba), y el surgimiento de nuevas formaciones locales (IC y Mouv'), así como el importante avance de la Liga y del Movimiento 5 Estrellas.
El 27 de junio de 2018, Nicoletta Spelgatti, de la Liga, fue elegida presidenta regional, con 18 de 35 votos. Ella formó su mayoría con la Liga, Área Cívica–Stella Alpina–Por Nuestro Valle, ALPE, Mouv' y un independiente (ex-UV). Sin embargo, las tensiones internas se sintieron rápidamente. Después de poco más de tres meses, Stella Alpina y ALPE se retiran de la mayoría. Tras la dimisión de dos miembros del gabinete, se aprueba por 18 votos una moción de censura que conduce a la caída del gobierno de Spelgatti. Posteriormente, Antonio Fosson fue elegido presidente, con el apoyo de su partido, Por Nuestro Valle, Unión Valdostana, Unión Valdostana Progresista, ALPE y Stella Alpina, con una mayoría de 18 escaños.

### Votación de investidura
| Candidato           | Fecha                                                   | Voto |   |   | AC–SA–PNV |   |   | ALPE | IC | Mouv' | Total |
| ------------------- | ------------------------------------------------------- | ---- | - | - | --------- | - | - | ---- | -- | ----- | ----- |
| Candidato           | Fecha                                                   | Voto |   |   |           |   |   |      |    |       | Total |
| Nicoletta Spelgatti | 27 de junio de 2018 Mayoría requerida: Absoluta (18/35) | Sí   | 1 | 7 | 4         |   |   | 3    |    | 3     | 18/35 |
| Nicoletta Spelgatti | 27 de junio de 2018 Mayoría requerida: Absoluta (18/35) | No   | 6 |   |           | 4 | 4 |      | 3  |       | 17/35 |
| Nicoletta Spelgatti | 27 de junio de 2018 Mayoría requerida: Absoluta (18/35) | Abs. |   |   |           |   |   |      |    |       | 0/35  |

### Moción de censura
| Candidato          | Fecha                                                       | Voto |   |   | AC–SA–PNV |   |   | ALPE | IC | Mouv' | Total |
| ------------------ | ----------------------------------------------------------- | ---- | - | - | --------- | - | - | ---- | -- | ----- | ----- |
| Candidato          | Fecha                                                       | Voto |   |   |           |   |   |      |    |       | Total |
| Antonio Fosson PNV | 10 de diciembre de 2018 Mayoría requerida: Absoluta (18/35) | Sí   | 7 |   | 4         | 4 |   | 3    |    |       | 18/35 |
| Antonio Fosson PNV | 10 de diciembre de 2018 Mayoría requerida: Absoluta (18/35) | No   |   | 7 |           |   | 4 |      | 3  | 3     | 17/35 |
| Antonio Fosson PNV | 10 de diciembre de 2018 Mayoría requerida: Absoluta (18/35) | Abs. |   |   |           |   |   |      |    |       | 0/35  |